# منتخب إيطاليا تحت 21 سنة لكرة الطائرة للرجال
منتخب إيطاليا تحت 21 سنة لكرة الطائرة للرجال (بالإيطالية: Nazionale Under-21 di pallavolo maschile dell'Italia)‏ هو ممثل إيطاليا الرسمي في المنافسات الدولية في كرة طائرة تحت 21 سنة .